# ロンドン・シティ空港
ロンドン・シティ空港 （ロンドン・シティくうこう、英語：London City Airport）はロンドン東部のウォーターフロント開発地区・ドックランズにある空港である。

## 概要
ロンドン市内に一番近く、ロンドンで働くビジネスマンがパリやアムステルダムなどにシャトル便で行く時に多く使用されている。
市街地から近いがゆえの騒音対策のための特例で、通常の倍近い5.5度という急角度で滑走路に降下しなければならず、その上滑走路も1,500メートルクラスと短いため、就航可能な航空機が大幅に制限される。現在は主にATR 72やアブロRJシリーズ、エアバスA320シリーズなどの小型機が発着している。
ブリティッシュ・エアウェイズは全席ビジネスクラス仕様のエアバスA318型機で、ニューヨーク（JFK空港）までのBA001便を2009年9月29日から運航（2011年1月現在、003便と合わせ週11便体制）していたが、新型コロナウイルス感染拡大による影響で両都市間の航空需要が大幅に減少したことから、2020年7月をもって運休となり、同時に専用機材のエアバスA318も退役となった。ロンドン・シティ発の往路では滑走路の長さが短いため、機体重量軽減のために搭載する燃油量を減らすことから、アイルランドのシャノン空港を経由して給油。シャノン空港ではアメリカ合衆国の入国・通関手続きを済ますことができるようにする。復路（002便・004便）は直行で運航していた。
2017年8月より、スイスインターナショナルエアラインズがチューリッヒからの当路線にCS100を投入した。

## 就航航空会社と就航都市
2024年4月1日現在。
※ ◎印はワンワールド加盟航空会社、△印はスカイチーム加盟航空会社、☆印はスターアライアンス加盟航空会社。太字は本空港を拠点とする航空会社。
| 航空会社                       | 就航地 |
| ------------------------------ | --- |
| エア・ドロミティ               | フランクフルト |
| オーリニー・エア・サービス     | ガーンジー |
| ブリティッシュ・エアウェイズ ◎ | アムステルダム、バルセロナ、ベルファスト/シティ、ベルリン、ビルン、ダブリン、エディンバラ、フィレンツェ、フランクフルト、グラスゴー、イビサ、マラガ、パルマ・デ・マヨルカ、ロッテルダム、サン・セバスティアン、チューリッヒ 季節便: ベルジュラック、シャンベリ、ファロ、ジュネーヴ、ミラノ/リナーテ、ミコノス、ニース、プラハ、ザルツブルク、スキアソス島、スプリット、テッサロニキ |
| ITAエアウェイズ △              | ミラノ/リナーテ、ローマ/フィウミチーノ |
| KLMオランダ航空 △              | アムステルダム |
| ローガンエアー                 | マン島 |
| LOTポーランド航空 ☆            | ヴィリニュス |
| ルフトハンザドイツ航空 ☆       | フランクフルト |
| ルクスエア                     | アントワープ、ルクセンブルク |
| スイス国際航空 ☆               | チューリッヒ 季節便: ジュネーヴ |

## 空港アクセス
- DLR - ロンドン・シティ空港駅を利用。